# Chronologisch overzicht van de Filipijnse geschiedenis
Dit is een chronologisch overzicht van de Filipijnse geschiedenis.

## prehistorie
- 30.000 v.Chr. - Voorouders van Negrito's vestigen zich in de Filipijnen
- 3000 v.Chr. - Austronesiërs arriveren op de archipel in outriggers.

## voor 16e eeuw
- 1250 - Aankomst van datu's uit Borneo
- 1450 - Islamitische missionarissen arriveren op de Sulu-eilanden

## 16de eeuw
- 1515 - De islam wordt geïntroduceerd op Mindanao
- 1521 - Ferdinand Magellaan arriveert in de Filipijnen en claimt de archipel voor Spanje
- 1543 - Ruy López de Villalobos noemt de eilandengroep Las Islas Filipinas
- 1565 - Miguel López de Legazpi sticht de eerste permanente Spaanse nederzetting in de Filipijnen, het latere Cebu City
- 1570 - Manilla wordt veroverd door de Spanjaarden
- 1595 - De University of San Carlos wordt opgericht als Colegio de San Ildefonso

## 17e eeuw
- 1611 - De University of Santo Tomas wordt opgericht
- 1647 - De Nederlanders belegeren Cavite in de Slag bij Puerto de Cavite

## 18e eeuw
- 1743 - Het Engelse linieschip Centurion onder leiding van George Anson maakt het Manillagaljoen Nuestra Señora de la Covadonga buit
- 1745 - Er breken opstanden uit in de provincies Bulacan, Batangas, Laguna en Cavite
- 1762 - De Britten winnen de Slag om Manilla en nemen Manilla in
- 1764 - Manilla komt weer in Spaanse handen door het Verdrag van Parijs van 1763
- 1763 - De Chinezen wordt de Filipijnen uitgezet en immigratie wordt voor hen pas weer mogelijk in 1840
- 1768 - De jezuïeten moeten de Filipijnen verlaten

## 19e eeuw
- 1821 - De Filipijnen worden een provincie van Spanje
- 1872 - Een muiterij van 200 Filipijnse soldaten in de stad Cavite City wordt snel en hard onderdrukt
- 1872 - De priesters Mariano Gomez, José Burgos en Jacinto Zamora (samen bekend als Gomburza) worden betrokken geacht bij de Muiterij van Cavite en geëxecuteerd
- 1892 - La Solidaridad wordt opgericht door Graciano Lopez Jaena
- 1892 - Andres Bonifacio richt de gewapende verzetsbeweging Katipunan op
- 1896 - José Rizal wordt beschuldigd van het aanzetten rebellie en wordt geëxecuteerd
- 1896 - Generaal Emilio Aguinaldo wordt de nieuwe leider van de Filipijnse verzetsbeweging en leidt de Filipijnse revolutie
- 1897 - Het pact van Biak-na-Bato wordt gesloten. De leiders van de revolutionaire beweging gaan vrijwillig in ballingschap in Hongkong
- 1898 - Emilio Aguinaldo verklaart de Filipijnen onafhankelijk
- 1898 - De Filipijnen komen onder Amerikaans gezag door het Verdrag van Parijs van 1898

## 20e eeuw
- 1907 - Het eerste Filipijnse Assemblee komt bijeen
- 1916 - De Jones Law wordt aangenomen in de Verenigde Staten. Deze wet geeft de Filipijnen het recht om eigen wetgeving te maken.
- 1916 - Het Filipijnse Assemblee wordt het Huis van Afgevaardigden. Daarnaast wordt een Senaat in het leven geroepen.
- 1934 - De Tydings-McDuffie wet wordt goedgekeurd, waarmee het traject naar Filipijnse onafhankelijkheid vast komt te liggen.
- 1935 - Het Gemenebest van de Filipijnen wordt gecreëerd
- 1935 - Manuel Quezon wordt tot president gekozen
- 1941 - President Quezon wordt herkozen
- 1941 - Japan valt de Filipijnen binnen en bezet het land tijdens de Tweede Wereldoorlog
- 1943 - Jose Laurel wordt door de Japanners tot president benoemd
- 1944 - De Verenigde Staten veroveren de Filipijnen op Japan
- 1946 - Manuel Roxas wordt tot president gekozen
- 1946 - De Verenigde Staten verlenen de Filipijnen volledige onafhankelijkheid
- 1948 - President Roxas overlijdt waardoor Elpidio Quirino de nieuwe president wordt
- 1949 - Elpidio Quirino wordt herkozen als president
- 1950 - De Filipijnen doen mee met de Koreaanse Oorlog
- 1953 - Ramon Magsaysay wordt tot president gekozen
- 1954 - Luis Taruc, de leider van de Hukbalahap geeft zich over waarmee een eind komt aan hun langdurige gewapende opstand
- 1957 - President Ramon Magsaysay komt om tijdens een vliegtuigongeluk in Cebu
- 1961 - Diosdado Macapagal wordt tot president gekozen
- 1961 - De onafhankelijkheidsdag wordt door Diosdado Macapagal veranderd in 12 juni
- 1965 - Ferdinand Marcos wordt tot president gekozen
- 1969 - Ferdinand Marcos wordt herkozen voor een tweede termijn
- 1972 - President Marcos kondigt een staat van beleg af
- 1978 - Eerste officiële verkiezingen sinds 1969 voor de Interim Batasang Pambansa (Nationaal Assemblee)
- 1978 - Ferdinand Marcos wordt interim minister-president van de Filipijnen
- 1981 - De in 1972 ingestelde staat van beleg wordt opgeheven
- 1981 - Ferdinand Marcos wordt voor een derde termijn herkozen
- 1983 - Oppositieleider Benigno Aquino Jr. wordt bij terugkeer in de Filipijnen vermoord
- 1986 - Ferdinand Marcos wordt herkozen als president
- 1986 - Een volksopstand, de zogenaamde EDSA-revolutie, dwingt president Marcos te vluchten; Corazon Aquino wordt de nieuwe president
- 1991 - Het Senaat verwerpt een voorstel van de Verenigde Staten om hun militaire basissen in de Filipijnen langer aan te houden
- 1992 - Fidel Ramos wordt tot president gekozen
- 1997 - De financiële crisis in Azië maakt een einde aan de economische groei die de Filipijnen doormaken
- 1998 - Joseph Estrada wordt tot president gekozen

## 21e eeuw
- 2000 - Onthullingen dat president Estrada betrokken was bij grootschalige corruptie leiden tot een afzettingsprodure in het Huis van Afgevaardigden. Zijn bondgenoten in de Senaat blokkeren zijn afzetting echter
- 2001 - Onder druk van een tweede volksopstand wordt Joseph Estrada daadwerkelijk afgezet en wordt vicepresident Gloria Macapagal-Arroyo uitgeroepen tot nieuwe president
- 2004 - Gloria Macapagal-Arroyo wordt herkozen als president
- 2005 - Het voorstel een afzettingsprocedure tegen Gloria Macapagal-Arroyo te starten krijgt in het Filipijns Huis van Afgevaardigden onvoldoende steun.